# Moray (Schotland)
Moray (Schots-Gaelisch: A Moireibh) is een van de 32 raadsgebieden (council areas) in Schotland. Het ligt in het noordoosten (aan de Moray Firth) en grenst aan de raadsgebieden van Aberdeenshire en Highland. Moray is tevens een historisch graafschap, ook al komen de grenzen niet helemaal overeen met het huidige raadsgebied. Het huidige raadsgebied omvat ook nog delen die toebehoren aan de historische graafschappen Nairnshire, Inverness-shire en Banffshire.

## Steden en dorpen
- Aberlour
- Alves
- Archiestown
- Arradoul
- Buckie
- Burghead
- Craigellachie
- Cullen
- Cummingston
- Dallas
- Dufftown
- Duffus
- Dyke
- Elgin
- Findhorn
- Findochty
- Fochabers
- Forres
- Fogwatt
- Garmouth
- Hopeman
- Keith
- Kingston
- Kinloss
- Lhanbryde
- Longmorn
- Lossiemouth
- Mosstodloch
- Newmill
- Portgordon
- Portknockie
- Rafford
- Rothes
- Rothiemay
- Spey Bay
- Tomintoul
- Urquhart

## Politiek
- Independent – 15
- Labour – 5
- Scottish National Party – 3
- Liberal Democrats – 1
- Conservative and Unionist – 1

## Bezienswaardigheden
- Auchindoun Castle
- Balvenie Castle
- Burghead Well, een bron in een Pictisch fort
- Dallas Dhu Distillery, een voormalige distilleerderij, ingericht als museum
- Deskford Church
- Duffus Castle
- Elgin Cathedral, de ruïne van een middeleeuwse kathedraal
- Kinloss Abbey, de ruïne van een middeleeuwse abdij
- Pluscarden Abbey, een benedictijnse abdij
- Rodney's Stone, een Pictische steen
- Spynie Palace, het kasteel van de bisschoppen van Elgin
- St Peter's Kirk (Duffus)
- Sueno's Stone, een Pictische steen

Aberdeen · Aberdeenshire · Angus · Argyll and Bute · City of Edinburgh · Clackmannanshire · Dumfries and Galloway · Dundee City · East Ayrshire · East Dunbartonshire · East Lothian · East Renfrewshire · Falkirk · Fife · Glasgow City · Highland · Inverclyde · Midlothian · Moray · Na h-Eileanan Siar (Buiten-Hebriden) · North Ayrshire · North Lanarkshire · Orkney Islands · Perth and Kinross · Renfrewshire · Scottish Borders · Shetland Islands · South Ayrshire · South Lanarkshire · Stirling · West Dunbartonshire · West Lothian
Zie ook: lieutenancy areas, de vroegere regio's en graafschappen